# گهواره‌دیو
گهواره‌دیو یکی از فنون کشتی آزاد است. ابرای اجرای فن‌گهواره دیو که در جودو هم استفاده می‌شود، کشتی‌گیر می‌بایست پای خود را پشت زانوی حریف بگذارد و بعد با بهره از دست زانوی پای دیگر حریف را بگیرد و او را به پشت روی تشک بخواباند. بدین صورت در حالتی که حریف تلاش در اجرای فن داشته، خودش واژگون می‌شود و امتیازات زیادی را از دست می‌دهد.